# لوكاش تيساك
لوكاش تيساك  (بالسلوفاكية: Lukáš Tesák)‏ هو لاعب كرة قدم سلوفاكي محترف سابق، من مواليد 8 مارس 1985.

## روابط خارجية
- لوكاش تيساك على موقع اتحاد أوكرانيا (الإنجليزية)
- لوكاش تيساك على موقع قاعدة بيانات كرة القدم.إي يو (الإنجليزية)
- لوكاش تيساك على موقع ناشيونال فوتبول تيمز (الإنجليزية)
- لوكاش تيساك على موقع Soccerway.com (الإنجليزية)
- لوكاش تيساك على موقع AS.com (الإسبانية)